# Plopșoru, Giurgiu
Plopșoru este un sat în comuna Daia din județul Giurgiu, Muntenia, România.
 Acest articol despre o localitate din județul Giurgiu este deocamdată un ciot. Puteți ajuta Wikipedia prin completarea lui.